# Уолтон, Тревис (лесоруб)
Тревис Уолтон (англ. Travis Walton) — американский лесоруб, утверждавший, что он пережил похищение, сопровождаемое наблюдением НЛО, в 1975 году. Этот случай обширно освещался в местной прессе, к его изучению подключилось очень много людей. На основе этого случая снят фильм «Огонь с небес»

## Исчезновение Уолтона
5 ноября 1975 года, в 6 вечера, семеро лесозаготовителей под руководством Майка Роджерса поехали в лес Ситгривз возле города Сноуфлейк (Аризона). По пути в лес они заметили свечение в небе. Над просекой висел синий дискообразный объект диаметром 6 м и высотой в 2,5 м, переливавшийся янтарным светом.
Один из лесорубов, Тревис Уолтон, вышел из автомобиля и приблизился к НЛО. Тревис сперва был освещён светом как от прожектора, а затем из нижней части объекта ударил зеленовато-голубой луч, и Тревис отлетел назад на несколько футов. Позднее Тревис утверждал, что при этом он почувствовал удар в солнечное сплетение. Уолтон лишился сознания.
Испугавшись, Роджерс повёл автомобиль прочь от места, где лежал Уолтон. Доехав до Сноуфлейка, они явились к шерифу Эллисону. Шериф направил вместе с тремя лесорубами (трое других отказались возвращаться) поисковый отряд и добровольцев на место происшествия. Уолтон так и не был найден.

## Поиски Уолтона
В последующие дни полицейские проводили допрос лесорубов, подозревая их в убийстве Уолтона. Никто не сознался, один из них расплакался на допросе. Очевидцы решили протестироваться на полиграфе (детекторе лжи). Полиграф подтвердил искренность их показаний.

## Появление Уолтона
Через 5 дней после исчезновения Уолтон, по его словам, очнулся на лесной дороге и увидел удаляющийся НЛО. Он оказался недалеко от Хебера (Сноуфлейк). Добравшись до телефона, он позвонил сестре и, не дождавшись, пока его заберёт сестра, потерял сознание.
После возвращения Уолтон говорил, что к нему приходят воспоминания о прошедших 5 днях. Позднее его рассказ был дополнен сообщениями, полученными во время сеансов регрессивного гипноза. Уолтон утверждал, что он очнулся в округлом ярко освещённом помещении даметром 3-4 метра с металлическими стенами и куполообразным потолком. Он лежал на столе, будучи окружённым тремя гуманоидами ростом менее полутора метров с большими безволосыми головами, огромными глазами и маленькими безгубыми ртами. Гуманоиды были физически слабыми, безмолвными и лишёнными мимики. Испугавшись, Уолтон рукой толкнул ближайшего гуманоида, перекатился со стола на пол, нащупал на полке прозрачный цилиндрический предмет и, размахивая им, отпугнул гуманоидов, заставив их покинуть помещение. Через несколько минут в комнату вошёл гуманоид другого типа - высокий, атлетичный, с короткими светлыми волосами на голове. Он был очень похож на человека, но имел более крупные глаза и несвойственную большинству людей идеально гладкую кожу. Он был одет в синюю униформу и прозрачный шлем, от человека его отличали увеличенные. Он молча взял Уолтона за руку и вывел за дверь в огромное помещение через прозрачный купол которого можно было видеть космос. В этом помещении сравнимом по размеру с авиационным ангаром находились кресло и пульт управления, а также стояла летающая тарелка. Уолтон предположил, что эта тарелка доставила его на материнский корабль пришельцев, в котором он очнулся. Светловолосый пришелец провёл его в небольшое помещение, где находились светловолосые гуманоиды без шлемов. Уолтону приказали лечь, а потом надели маску, похожую на кислородную, после чего он потерял сознание.

## Шумиха
После допросов в полиции Тревис и его родные были выпущены. В то время Уолтон оказался в центре противостояния двух групп уфологов: тех, кто верил, и тех, кто не верил в причастность неопознанного летающего объекта к его пропаже. Уолтон согласился сотрудничать с первой.
Тревис Уолтон прошёл тестирование на детекторе лжи, которое финансировала одна газета. Поскольку эта газета поддерживала версию Уолтона, тот факт, что он не выдержал тестирование, не был предан огласке. В прессе были освещены лишь результаты другого тестирования, проведённого позднее, которое Тревис выдержал.
Известный уфолог-скептик Филип Класс в течение многих лет настаивал на мистификации, утверждая, что лесорубы, не успевая выполнить условия договора, придумали эту историю с похищением, чтобы получить отсрочку вследствие невозможности исполнить свои обязательства (бригада так и не завершила работу): согласно договору, из-за форс-мажорных обстоятельств они могли оставить у себя аванс до выполнения заказа. Но в 1993 году аризонский уфолог, пообщавшись с М. Роджерсом и подрядчиками, установил, что в 1975 году пункт, касающийся форс-мажорных обстоятельств, не действовал.